# Асимметричное отношение
Асимметри́чное отноше́ние в  математике — бинарное отношение {\displaystyle R} на некотором множестве {\displaystyle X,} обладающее для любых {\displaystyle a,b} из {\displaystyle X} следующим свойством «невзаимности»: если {\displaystyle a} связано данным отношением с {\displaystyle b,} то {\displaystyle b} не связано с {\displaystyle a}. Формальная запись:
{\displaystyle \forall a,b\in X(aRb\Rightarrow \lnot (bRa))}
Примером может служить отношение «меньше» между вещественными числами: если {\displaystyle x<y}, то невозможно, чтобы одновременно {\displaystyle y<x}. Напротив, отношение «меньше или равно» не является асимметричным, так как в случае {\displaystyle x=y} верны оба неравенства: {\displaystyle x\leqslant y;\ y\leqslant x.} Другой пример: отношение «быть родителем».
Из определения вытекает, что для непустого асимметричного отношения {\displaystyle R} ситуация {\displaystyle aRa} невозможна ни для какого элемента {\displaystyle a.} Такие отношения называют антирефлексивными (в другой терминологии, иррефлексивными).
Антиподом асимметричного является симметричное отношение, для которого отношение всегда взаимно: если {\displaystyle aRb,} то {\displaystyle bRa.} Единственное бинарное отношение, одновременно симметричное и асимметричное — это пустое отношение.
Не следует путать асимметричное и антисимметричное отношение — последнее не исключает возможности {\displaystyle aRb} и  {\displaystyle bRa} одновременно, если {\displaystyle a=b.} Упомянутое выше отношение «меньше или равно» антисимметрично, но не асимметрично. Общее правило:
| Бинарное отношение асимметрично тогда и только тогда, когда оно антисимметрично и при этом антирефлексивно. |

## Свойства
- Если отношение {\displaystyle R} асимметрично, то его обращение и сужение также асимметричны. Например, ограничение вещественного отношения «меньше» на целые числа асимметрично, таково же и его обращение — отношение «больше».
- Транзитивное отношение асимметрично тогда и только тогда, когда оно антирефлексивно[3]. В самом деле, {\displaystyle aRb} и {\displaystyle bRa} в силу транзитивности влечёт {\displaystyle aRa,} откуда видно, что «взаимные отношения» невозможны.
  - Следствие: отношение является транзитивным и асимметричным тогда и только тогда, когда это строгий частичный порядок.
- Не все асимметричные отношения представляют строгий частичный порядок. Пример: отношение типа «камень, ножницы, бумага» является асимметричным, но не транзитивным (даже «антитранзитивным»):
  - если {\displaystyle x} одолевает {\displaystyle y}, то {\displaystyle y} не одолевает {\displaystyle x;}
  - если {\displaystyle x} одолевает {\displaystyle y} и {\displaystyle y} одолевает {\displaystyle z,} то {\displaystyle x} не одолевает {\displaystyle z} .
- Асимметричное отношение не обязано быть полным[англ.], то есть нет гарантии, что для любой пары элементов {\displaystyle x,y} имеет место {\displaystyle xRy} или {\displaystyle yRx.} Например, отношение «быть собственным подмножеством» асимметрично, однако не все подмножества {\displaystyle X} связаны им в ту или иную сторону.

## Применение
См., например, аксиоматику Тарского для вещественных чисел – в ней одна из аксиом требует асимметричности отношения «меньше».